# Kim Marie Johansson
Kim Marie Johansson é uma mulher transgênero norueguesa. Em 2014, ela foi condenada a 14 anos de prisão por assassinato e desmembramento de sua namorada sueca, Vatchareeya Bangsuan. O caso, conhecido como o massacre de Boden, é considerado o mais grave da história criminal de Norrbotten.

## Desaparecimento de Vatchareeya Bangsuan
Em 2013, Vatchareeya Bangsuan, 20 anos, desapareceu na Suécia na terça-feira 7 de maio. Duas semanas depois, partes do corpo foram encontradas dispersas na floresta. Vatchareeya Bangsuan, de Boden, estava estudando para ser engenheira civil, estava prestes a obter uma carteira de motorista e estava prestes a adquirir uma nova esteira de karatê no dia seguinte ao seu desaparecimento. Kristoffer Johansson, seu namorado, participou da busca por ela e fingiu estar muito preocupado.
Mais tarde, foram encontrados vestígios de sangue no banheiro da casa de Johansson e na porta traseira de seu carro. Quando ele foi condenado pelo tribunal distrital a 14 anos de prisão por assassinato, verificou-se que ele também havia matado e desmembrado seu cão. A justiça provou que Kristoffer Johansson tinha apunhalado sua namorada na Suécia no coração e nos pulmões com um objeto semelhante a uma faca. Ele deve então ter cortado seu corpo, desmembrado e escondido partes de seu corpo em vários lugares diferentes.
Em 20 de maio, a organização Pessoas Desaparecidas encontrou partes do corpo em uma casa desolada em Mjösjöberget.
Partes do corpo foram encontradas em uma casa abandonada em Mjösjöberget e arredores, outras nas florestas de Gammelängsberget, mas suas mãos nunca foram encontradas.Também surgiu que Johansson tinha matado e cortado seu próprio cão.
A cidade ficou chocada e inúmeras manifestações populares foram realizadas para exigir o aparecimento da jovem mulher.
O caso é considerado o mais grave da história criminal da Norrbotten e teve um enorme impacto na mídia da Suécia e da Noruega.
Em 23 de maio de 2013, ele foi preso. Aos 22 anos, ele foi condenado a 14 anos de prisão[14], embora a sentença tenha sido reduzida posteriormente para 10 anos.
Em 22 de janeiro de 2014 ele foi condenado à prisão por assassinato, mas em 16 de abril de 2014 o Tribunal de Apelação alterou a sentença para dez anos por homicídio culposo.

## Reatribuição de gênero
Em 2018, Johansson, 27 anos, autoidentificou-se como mulher e mudou seu nome para Kim Marie Johansson ou Magdala Johansson.
De acordo com a lei sueca, ninguém poderia questioná-lo. Mais tarde, ele solicitou uma transferência para uma prisão feminina.  Ele foi preso em Norrtäljeanstalten, depois que o Tribunal de Apelação reduziu sua sentença para dez anos de prisão, apesar de a direção da prisão o considerar extremamente violento.
Johansson foi considerado culpado de repetidas negligências e teve 34 avisos formais de recusa de trabalho, posse não autorizada de comprimidos, interesse em armas, guerra e explosivos, personalidade funcionando com falta de recursos emocionais, padrão de pensamento inflexível, vulnerabilidade ao estresse e dificuldade na interação social. Ele escreveu histórias pornográficas.
Ela pediu para cumprir o restante de sua sentença na prisão feminina de Hinseberg, que foi concedida depois que o Serviço Prisional e de Liberdade Condicional Sueco rejeitou seu pedido pela primeira vez.
O Serviço Prisional e de Liberdade Condicional Sueco aprovou seu pedido para uma prisão feminina e o transferiu. Na época, ela foi denunciada à polícia por ameaçar matar um guarda prisional.
Ela então abriu um perfil Instagram, como Magdala Johansson, do qual ela começou a carregar fotos de "sua obra de arte" (um desenho de mãos femininas desmembradas) e o rifle com o qual ela planeja "matar o TERF" ("Kill the TERF" é um slogan transativista), em referência à jornalista Kasja Ekman, que havia escrito um artigo no jornal sueco Aftonbladet, no qual ela questionava sua identidade sexual auto-identificada e o fato de ter sido transferida para uma prisão feminina.
A jornalista Kasja Ekman, também ameaçada por dizer que a lei trans era perigosa para as mulheres, teme que seja assassinada em uma de suas licenças.
Johansson disse que ela é realmente uma criança desde os cinco anos de idade, mas que ela levou vários anos para perceber por que ela era do jeito que era e sentia o jeito que sentia. Ele disse que se sentiria melhor em uma prisão feminina, pois não se sente à vontade entre os homens e estava assustado. Ele passou, portanto, de uma instituição de segurança máxima Classe 1 para uma instituição de segurança inferior Classe 2 com mulheres. Em 2020, Johansson foi processada por ameaçar a Cissi Wallin..

## No cinema
O documentário "In the Head of a Murderer - Kim Marie Johansson" na TV3 Dokumentär foi feito sobre seu caso.